# Риджуэйская дорога
Риджуэйская дорога (англ. The Ridgeway) — одна из древнейших (более поздняя, чем Свит-Трек) дорог Англии, существующая со времён неолита (возникла около 3000 г. до н. э.). Длина дороги составляет 135 км, она проходит от Овертон-Хилла (Уилтшир) на западе до Айвинго-Бикон (Бакингемшир) на востоке.
Риджуэйская дорога проходит по возвышенностям (англ. ridge, откуда и название) к западу от Горингской впадины и через покрытые лесами Чилтернские холмы к востоку от Темзы, огибая непроходимые когда-то леса и болота в расположенных рядом долинах.
Риджуэй проходит мимо многих археологических и исторических памятников эпохи неолита, бронзового и железного веков, в том числе таких, как:
- Эйвбери — мегалитическое сооружение, подобное Стоунхенджу;
- Барбери-Касл[англ.], Лиддингтон-Касл[англ.] и Аффингтон-Касл[англ.] — крепости на холмах бронзового и железного веков;
- Уэйлендз-Смайти[англ.] — неолитический каирн, относится к типу Северн-Котсуолдских гробниц
- Уффингтонская белая лошадь — выдолбленное в холме близ Уффингтон-Касла и заполненное меловой породой изображение белой лошади, предположительно бронзовый век;
- Гримз-Дитч[англ.] — насыпь длиной около 8 км, созданная в эпоху железного века близ Монгуэлла[англ.], возможно, как демаркационный знак;
- Звучащий камень[англ.] — крупный сарсеновый валун с отверстиями, издающий характерный звук, если дунуть в одно из них.